# Кунтишев Сергій Сергійович
Сергі́́й Сергі́́йович Ку́нтишев — сержант Збройних Сил України, учасник російсько-української війни, який загинув у ході російського вторгнення в Україну в 2022 році.

## Нагороди та вшанування
- Орден «За мужність» II ступеня (2022, посмертно) — «за особисту мужність і самовіддані дії, виявлені у захисті державного суверенітету та територіальної цілісності України, вірність військовій присязі»[2]
- Орден «За мужність» III ступеня (2019) — «за особисту мужність і самовіддані дії, виявлені у захисті державного суверенітету та територіальної цілісності України»[3]